# 直脫兒
直脱儿（12世纪—1237年），又作者迭儿。蒙古帝国人物，蒙古第78位开国功臣（千户）。
父亲阿察儿，为成吉思汗的博儿赤。直脱儿随从窝阔台攻打钦察、康里、花剌子模等部有功。1232年，收金朝河南、关西诸路，得民四万余户，以属唆鲁禾帖尼，为脂粉丝线颜色户。1236年在涿州建置织染七局。1237年，改涿州为涿州路，以直脱儿为涿州路达鲁花赤。不久去世。其子哈蘭朮，哈蘭朮的侄子忽剌出。

## 延伸阅读
[在维基数据编辑]
 《元史·卷123》，出自宋濂《元史》